# ديفيد إيتون (لاعب كريكت)
ديفيد إيتون (26 مارس 1934 في جنوب أفريقيا - 18 نوفمبر 2012) (بالإنجليزية: David Eaton)‏ هو لاعب كريكت جنوب أفريقي.

## وصلات خارجية
- ديفيد إيتون على موقع إي آس بي آن كريك إنفو (الإنجليزية)